# 色果凤仙花
色果凤仙花（学名：Impatiens dichrocarpa）是凤仙花科凤仙花属的植物，是中国的特有植物，分布於云南等地。其生长于海拔2,700米的地区，多生长于溪边，目前尚未由人工引种栽培。